# Сантос Кальдерон, Франсиско
Франси́ско Са́нтос Кальдеро́н (исп. Francisco Santos Calderón; род. 14 октября 1961, Богота; известен также как Панчо Сантос, исп. Pacho Santos) — колумбийский журналист, 9-й вице-президент Колумбии с 7 августа 2002 года, переизбран в 2006 году до 2010 года. Член политической партии Демократический центр. Жена — Мария Виктория Гарсия (исп. María Victoria García).

## Биография
Окончил Канзасский университет в Лоренсе и Техасский университет в Остине.
В 1990 году Медельинский кокаиновый картель, возглавляемый Пабло Эскобаром, похитил Франсиско для давления на правительство Колумбии. Условием для освобождения стала экстрадиция в США наркобарона.
По возвращении Сантос стал защитником прав человека в Колумбии и довольно часто защищал пострадавших от похищений, так как сам это пережил. Он создал неправительственную организацию под названием Fundación Pais Libre, которая оказывала помощь пострадавшим и их семьям. Его часто критиковали из-за слишком резких заявлений, которые поддерживали репрессии против студентов, участвующих в протестах.
В 2007 году в интервью для документального фильма «Война с наркотиками» Сантос защищает План «Колумбия», а также поддерживает использование воздушной фумигации в качестве инструмента для борьбы с наркотиками.
С 2008 года Сантос выступал в рамках кампании «совместная ответственность», которая была создана в целях повышения осведомлённости общественности о производствах кокаина. Кампания связывает употребление кокаина с разрушением окружающей среды.
После демонстрации студентов в ноябре 2011 года против приватизации государственного образования, он в своём видеоблоге заявил, что участвовавших студентов нужно контролировать электрошокерами. Такой вариант был воспринят гражданами как «антидемократический».